# Franz Skarbina
Franz Skarbina, né le 24 février 1849 à Berlin et mort le 18 mai 1910 à Berlin, est un peintre allemand, .

## Biographie
Franz Skarbina est le fils d'un orfèvre d'Agram, Nikolaus Skarbina, et de son épouse, née Henriette Kayser, elle-même fille d'un peintre de blasons.
Il étudie à l'académie des arts plastiques de Berlin de 1865 à 1869 et ouvre son propre atelier au 21 Prinzenstraße, tout en donnant des leçons de dessin. Il fait en 1871-1872 un grand voyage à Dresde, Vienne, Venise, Merano, Munich et Nuremberg. En 1877, il visite les Pays-Bas, la Belgique et la France, où il prend des leçons. Il tombe à Paris sous l'influence des impressionnistes et peint des scènes de la vie parisienne dans ce style.
Il retourne en Allemagne et devient professeur à l'académie de Berlin en 1878. Il dirige la section du dessin académique et de l'anatomie à l'école des arts appliqués de Berlin. De 1882 à 1886, il vit surtout à Paris et présente ses toiles à partir de 1883 au Salon de Paris. Il voyage aussi à cette époque en Afrique du Nord, en Hollande et en Belgique.
Il est professeur à partir de 1888 à l'académie des arts plastiques et participe en 1889 à l'exposition du centenaire de la Révolution française. Il est nommé membre de l'Académie des arts de Berlin en 1892.
Il fait partie en 1892 de l'Association des XI, dont il est le cofondateur avec ses amis Max Liebermann et Walter Leistikow. Ce groupe se singularise par un scandale à l'occasion d'une exposition de Munch. L'année suivante, Skarbina visite le nord de la France, les Flandres françaises et belges et la Hollande de nouveau.
Il devient illustrateur et conseiller de la revue Pan en 1895. Il fait partie des fondateurs de la Sécession de Berlin en 1898, mais retourne en 1902 à la société des artistes berlinois et occupe des fonctions officielles.
Il meurt à l'âge de soixante-et-un ans dans son appartement berlinois au 41 de la Königin-Augusta-Straße (de) d'une crise rénale. Ses œuvres se trouvent dans les musées allemands et dans des collections privées. Une grande partie de sa succession a disparu dans les bombardements de 1945.
Il a eu pour élèves entre autres Johannes Martini et Otto Antoine.

## Illustrations

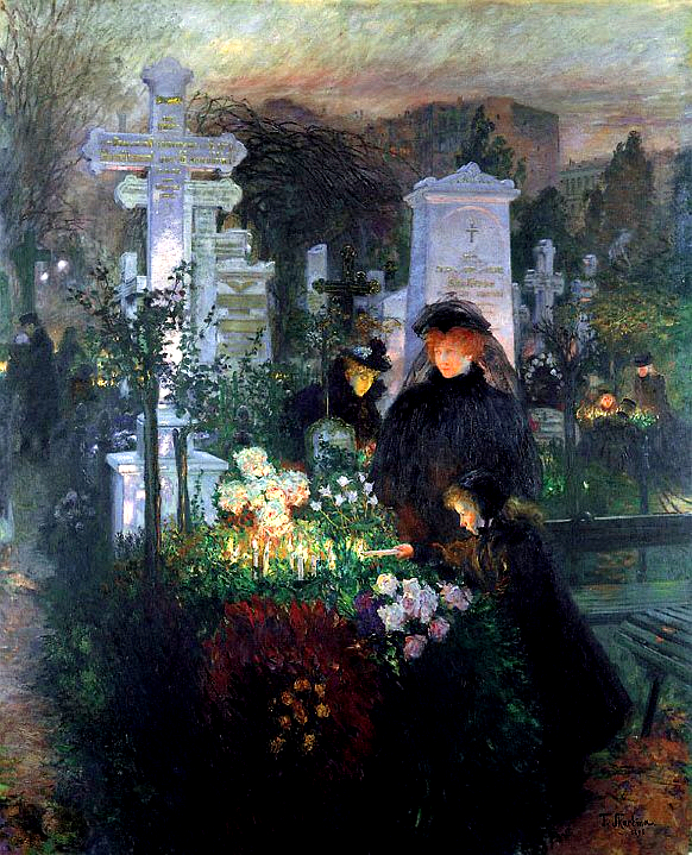
La Toussaint (cimetière Sainte-Edwige), Berlin, Alte Nationalegalerie, 1896
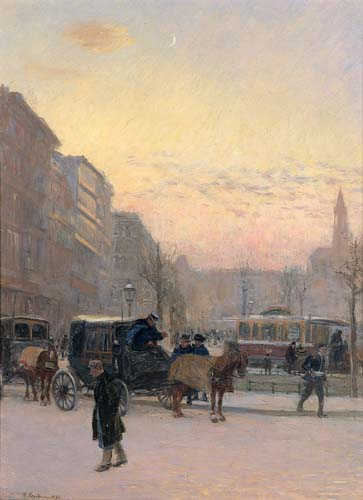
Porte de Silésie, Berlin, Stadtmuseum, 1894
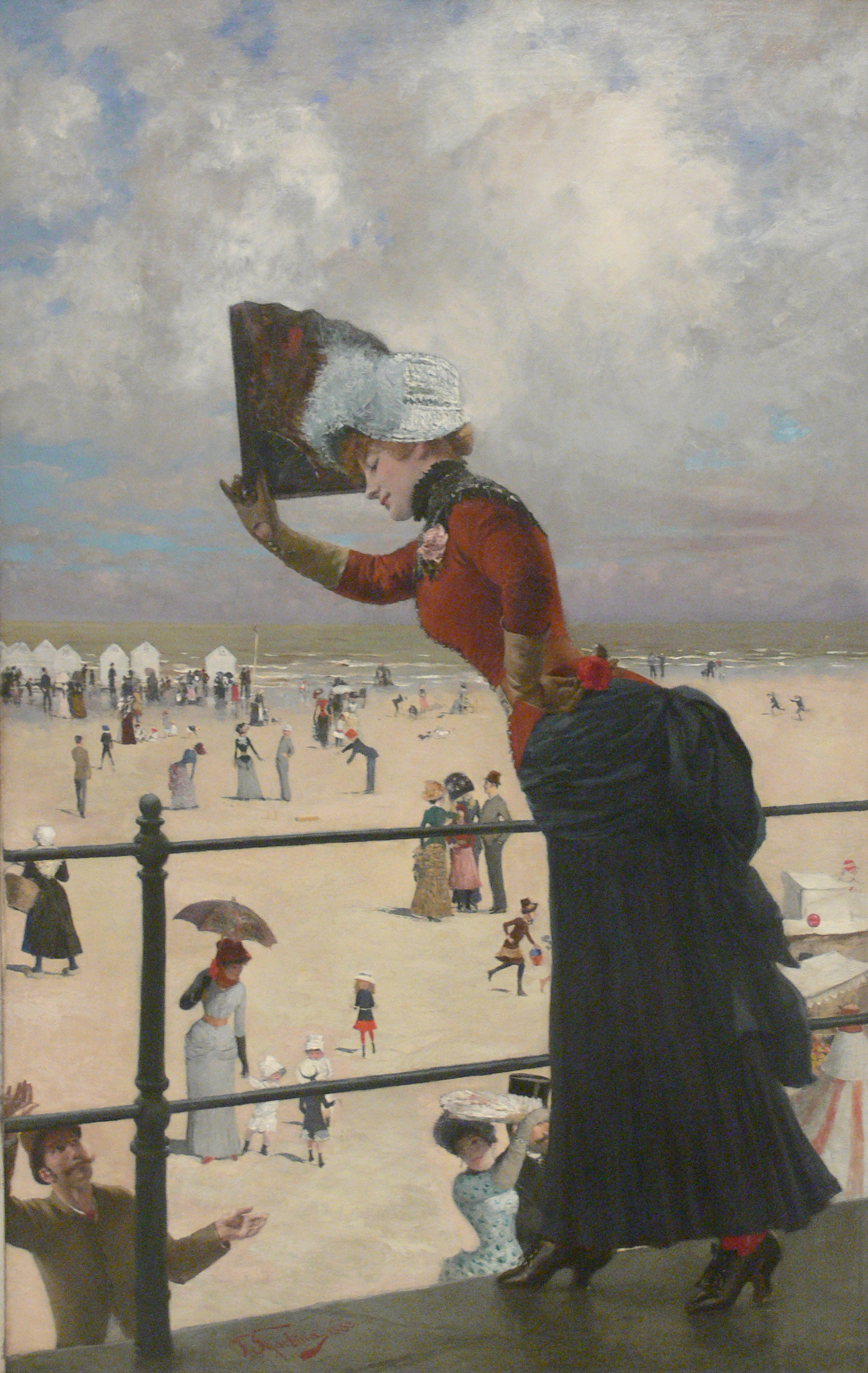
Dame à la plage, 1883
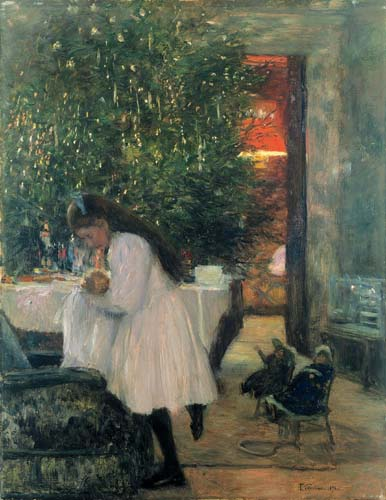
Sous le sapin de Noël, Berlin, Stadtmuseum, 1892